# Сила народу
«Сила народу» — коаліція, створена у Верховній Раді IV скликання 2 липня 2004 року. Об'єднувала 142 депутата у IV сликанні, 210 депутатів у V скликанні і 228 депутатів у VI скликанні. Коаліція припинила своє існування 16 вересня 2008 року, коли блок «Наша Україна — Народна самооборона» вийшов з коаліції в результаті того, що депутати від БЮТ проголосували разом з Партією регіонів за ряд законів, котрі обмежували повноваження чинного на той момент президента Віктора Ющенка.

## Коаліційна угода
2 липня 2004 року Віктор Ющенко і Юлія Тимошенко підписали угоду про створення коаліції під назвою «Сила народу». Головою коаліції стала Юлія Тимошенко. Основною метою коаліції було об'єднання сил для участі в президентських виборах 2004 року. Коаліція підтримувала кандидатуру Віктора Ющенка на посаду Президента України на виборах 2004 року. Основними опонентами коаліції тоді приблизно вважалися колишній прем'єр-міністр Віктор Янукович, лідер Комуністичної партії України Петро Симоненко та лідер Соціалістичної партії України Олександр Мороз. Однак це не завадило Віктору Ющенку запросити Олександра Мороза до коаліції. Соціалістична партія довгий час підтримувала Віктора Ющенка (в тому числі на президентських виборах 2004 року), але на парламентських виборах 2006 року партія Мороза балотувалася незалежно від НУ-НС і БЮТ.
На момент 14 квітня 2005 року до коаліції окрім БЮТ і «Нашої України» входили партії «Собор», «Реформи і порядок», «Українська народна партія», «Партія захисників батьківщини», «Соціалістична партія України».

## Діяльність
2 листопада 2004 року коаліція виступила з вимогою від Центральної виборчої комісії негайного оприлюднення результатів першого туру президентських виборів.
14 листопада 2004 року Віктор Ющенко зажадав звільнити засуджених спійманих студентів, які раніше були затримані за звинуваченням у протидії міліції в ніч підрахунку голосів у першому турі президентських виборів. На думку Віктора Ющенка, їх затримання було політичним замовленням.
23 листопада 2004 року коаліція вимагала звільнення начальника УМВСУ у Львівській області Олега Сала та його заступника Ярослава Скиби, начальника ДПА у Львівській області Ярослава Хом'яка, начальника Західної регіональної митниці Тараса Козака та заступника голови облдержадміністрації Володимира Герича.
Після закінчення другого туру президентських виборів 2004 року 26 листопада 2004 року коаліція зажадала скасування результатів другого туру.
13 грудня 2004 року коаліція почала підготовку до виборів в регіонах України.
16 лютого 2005 року «Сила Народу» провела мітинг перед будівлею Дніпропетровської обласної державної адміністрації. Коаліція вимагала відставки тодішнього виконувача обов'язків губернатора Сергія Каснова.
14 квітня 2005 року керівники регіональних організацій партій, що входять в коаліцію «Сила народу», вийшли, щоб висловити протест проти кадрової політики нового регіонального лідера на Луганщині. Колишні соратники були незадоволені одноосібним рішенням Олексія Данілова призначити певних людей на керівні посади в обласній та районних адміністраціях.

## Критика
Голова крайової організації Народного руху України на Закарпатті наголосив, що коаліція «Сила народу» під час перебігу Помаранчевої революції обрала саме такий шлях розгортання подій: «Коли б ми пішли отим шляхом і силою, тим, що б сподобалось вулиці, посадили Ющенка в президентське крісло, це не означало б, що в Україні запанував би спокій. Я боюся, що в Україні стало б гірше».